# Borrowed Time (album van Steve Khan)
Borrowed Time is een muziekalbum van de Amerikaanse gitarist Steve Khan. Hij laat zich, net als op zijn andere albums, weer begeleiden door het neusje van de zalm van jazzmusici. Per compositie verschilt de samenstelling van de band. Het album is op twee dagen opgenomen: 27 november 2006 en 9 januari 2007 in de Avatar Studios in New York. Track 8 is opgenomen tussen 1999 en 2006. Khan speelt melodieuze jazz. Zijn gitaarklank klinkt als de klank van gitaristen uit vervlogen tijden zoals bijvoorbeeld Wes Montgomery, zijn grote voorbeeld, maar Khan beperkt zich op dit album niet tot één stijl.

## Composities
1. I mean you (Thelonious Monk / Coleman Hawkins; Steve Khan- gitaar; Jack DeJohnette-slagwerk; Ralph Irizarry- timbalen; Roberto Quintero – percussie;
2. Mr. And Mrs. People (Ornette Coleman); Steve Khan – gitaar; John Pattitucci – contrabas, Jack DeJohnette – slagwerk; Manolo Badrena – percussie;
3. Face Value (Steve Khan); Steve Khan – gitaar; Randy Brecker- flugelhorn; Rob Mounsey – toetsen; Ruben Rodriquez – bas; Marc Quiñones en Bobby Allende- percussie;
4. El Faquir (Steve Khan); Steve Khan - gitaar; Bob Mintzer – basklarinet; John Pattitucci – contrabas; Jack DeJohnette – slagwerk; Badal Roy – tabla, Ralph Irizarry, Manolo Badrena, Roberto Quintero, Geeta Roy – percussie;
5. You’re my girl (McCoy Tyner); Steve Khan - gitaar; John Pattitucci – contrabas; Jack DeJohnette – slagwerk; Manolo Badrena – percussie;
6. Have you met Miss Jones? (Richard Rodgers, Lorentz Hart); Steve Khan – gitaar; Randy Brecker – flugelhorn; Rob Mounsey – toetsen; Ruben Rodriquez – bas; Marc Quinones, Bobby Allende – percussie
7. Luna Y Arena (Moon and sand) (Alec Wilder William Engvick, Morty Palitz); Steve Khan-gitaar; Gabriela Anders – zang; Ruben Rodriquez – bas; Marc Quinones – percussie; Randy Brecker – flügelhorn; Rafael Greca – Spaanstalig liedtekst;
8. Hymn Song (McCoy Tyner); Steve Khan - gitaar; John Pattitucci- contrabas; Jack DeJohnette – slagwerk; Ralph Irizarry en Roberto Quintero – percussie.

Have you met Miss Jones? is opgedragen aan McCoy Tyner en Clare Fischer; You’re my girl aan Steves zus Laurie Cahn.
Het gehele album is ter nagedachtenis aan de overleden Michael Brecker (broer van Randy), met wie Khan vanaf het begin van zijn carrière bevriend was en gespeeld heeft. De hoes is weer ontworpen door Jean-Michel Folon, die meerdere albumhoezen voor Khan heeft ontworpen.